# Gynacantha constricta
Gynacantha constricta – gatunek ważki z rodziny żagnicowatych (Aeshnidae).